# Giuseppe Gentile
Giuseppe Gentile (Italia, 4 de septiembre de 1943) es un atleta italiano retirado, especializado en la prueba de triple salto en la que llegó a ser medallista de bronce olímpico en 1968.

## Carrera deportiva
En los JJ. OO. de México 1968 ganó la medalla de bronce en el triple salto, llegando hasta los 17.22 metros, tras el soviético Viktor Saneyev que con 17.39 m batió el récord del mundo, y el brasileño Nelson Prudêncio (plata con 17.27 m).